# The Head (Fernsehserie)
The Head ist eine Fernsehserie des asiatischen Senders HBO Asia, welche in Spanien produziert wird. Die Fernsehreihe feierte ihre TV-Premiere am 12. Juni 2020 auf HBO Asia.
Die deutsche Online-Premiere fand am 7. Februar 2021 auf Amazon Channels statt.
Aufgrund der hohen Nachfrage und positiven Ratings, wurde die Serie um eine zweite Staffel verlängert.

## Inhalt
Wissenschaftler aus aller Welt führen Untersuchungen in Sachen Klimawandel in der Forschungsstation Polaris VI, in der Antarktis. Als am Südpol der sechsmonatige Polarwinter einsetzt, muss die fast gesamte Crew die Station verlassen. Zurück bleibt nur ein kleines Forschungsteam aus zehn Biologen und anderen Spezialisten, unter der Leitung des renommierten Wissenschaftlers Arthur Wilde.
Mit dem Beginn des Frühlings, kehrt der Teamleiter Johan Berg zurück und findet Unfassbares vor – sieben aus dem Team sind tot, zwei – vermisst (unter ihnen auch die Ehefrau von Johan Annika), und nur ein Überlebender. Sofort leitet er ein Ermittlungsverfahren ein, um dem brutalen Verbrechen auf die Spur zu kommen.

## Besetzung
Die Synchronisation wurde von der The Kitchen Germany GmbH hergestellt. Für Dialogbuch zeichnete Julia Müller und für die  Dialogregie Andreas Köhler verantwortlich.
| Rollenname           | Schauspieler         | Folgen    | Synchronsprecher     |
| -------------------- | -------------------- | --------- | -------------------- |
| Johan Berg           | Alexandre Willaume   | 1.01–1.06 |                      |
| Dr. Annika Lundqvist | Laura Bach           | 1.01–1.06 | Cornelia Schmidt     |
| Dr. Arthur Wilde     | John Lynch           | 1.01–2.06 |                      |
| Dr. Maggie Mitchell  | Katharine O’Donnelly | 1.01–2.06 | Viola Müller         |
| Aki Kobayashi        | Tomohisa Yamashita   | 1.01–2.06 | Stefan Müller-Doriat |
| Ebba Ullman          | Sandra Andreis       | 1.01–1.06 |                      |
| Nils Hedlund         | Chris Reilly         | 1.01–1.06 |                      |
| Erik Osterland       | Richard Sammel       | 1.01–1.06 |                      |
| Miles Porter         | Tom Lawrence         | 1.01–1.06 |                      |
| Ramón Lázaro         | Álvaro Morte         | 1.01–1.06 |                      |
| Rachel Russo         | Olivia Morris        | 2.01–2.06 |                      |
| Alec Kurtz           | Moe Dunford          | 2.01–2.06 |                      |

## Episoden
Staffel 1
| Nr. (ges.) | Nr. (St.) | Deutscher Titel | Originaltitel | Erstausstrahlung Spanien | Deutschsprachige Erstausstrahlung (Amazon Channels) | Regie        | Drehbuch                                 |
| ---------- | --------- | --------------- | ------------- | ------------------------ | --------------------------------------------------- | ------------ | ---------------------------------------- |
| Folge 1    | 1         | Episode 1       | Episode 1     | 12. Juni 2020            | 7. Feb. 2021                                        | Jorge Dorado | Álex Pastor, David Pastor & Isaac Sastre |
| Folge 2    | 2         | Episode 2       | Episode 2     | 19. Juni 2020            | 14. Feb. 2021                                       | Jorge Dorado | Álex Pastor, David Pastor & Isaac Sastre |
| Folge 3    | 3         | Episode 3       | Episode 3     | 26. Juni 2020            | 21. Feb. 2021                                       | Jorge Dorado | Álex Pastor, David Pastor & Isaac Sastre |
| Folge 4    | 4         | Episode 4       | Episode 4     | 3. Juli 2020             | 28. Feb. 2021                                       | Jorge Dorado | Álex Pastor, David Pastor & Isaac Sastre |
| Folge 5    | 5         | Episode 5       | Episode 5     | 10. Juli 2020            | 7. März 2021                                        | Jorge Dorado | Álex Pastor, David Pastor & Isaac Sastre |
| Folge 6    | 6         | Episode 6       | Episode 6     | 17. Juli 2020            | 14. März 2021                                       | Jorge Dorado | Álex Pastor, David Pastor & Isaac Sastre |

Staffel 2
| Nr. (ges.) | Nr. (St.) | Deutscher Titel | Originaltitel | Erstausstrahlung Spanien | Regie        | Drehbuch                                   |
| ---------- | --------- | --------------- | ------------- | ------------------------ | ------------ | ------------------------------------------ |
| Folge 7    | 1         | Episode VII     | Episode VII   | 22. Dez. 2022            | Jorge Dorado | Álex Pastor, David Pastor & David Troncoso |
| Folge 8    | 2         | Episode VIII    | Episode VIII  | 22. Dez. 2022            | Jorge Dorado | Álex Pastor, David Pastor & David Troncoso |
| Folge 9    | 3         | Episode IX      | Episode IX    | 22. Dez. 2022            | Jorge Dorado | Álex Pastor, David Pastor & David Troncoso |
| Folge 10   | 4         | Episode X       | Episode X     | 22. Dez. 2022            | Jorge Dorado | Álex Pastor, David Pastor & David Troncoso |
| Folge 11   | 5         | Episode XI      | Episode XI    | 22. Dez. 2022            | Jorge Dorado | Álex Pastor, David Pastor & David Troncoso |
| Folge 12   | 6         | Episode XII     | Episode XII   | 22. Dez. 2022            | Jorge Dorado | Álex Pastor, David Pastor & David Troncoso |

## Produktion
Die Dreharbeiten der Serie „The Head“ fanden auf Teneriffa, auf den Kanarischen Inseln, in einem maßstabsgetreu nachgebauten Set der Forschungsstation Polaris VI.
Für die Außenaufnahmen zog das Produktionsteam für einige Monate nach Island.